# Listă de romane de Crăciun
Aceasta este o listă de romane de Crăciun:
- Dr. Seuss — Cum a furat Grinch Crăciunul!
- Adair, Gilbert — The Act of Roger Murgatroyd
- Blaylock, James — The Elfin Ship
- Carryl, Charles E. — The Admiral's Caravan
- Christie, Agatha — Hercule Poirot's Christmas
- Cornwall, Patricia — From Potter's Field
- Cornwell, Bernard — Sharpe's Christmas
- Davies, Valentine — Miracle on 34th Street
- Dennis, Patrick — The Joyous Season
- Dickens, Charles — The Battle of Life
- Dickens, Charles — The Chimes
- Dickens, Charles — A Christmas Carol
- Dickens, Charles — The Cricket on the Hearth
- Dickens, Charles — The Haunted Man and the Ghost's Bargain
- Evanovich, Janet — Visions of Sugar Plums
- Forsyth, Frederick — The Shepherd
- Funke, Cornelia — When Santa Fell to Earth
- Grafton, Sue — "E" Is for Evidence
- Grimes, Martha — Jerusalem Inn
- Grisham, John — Skipping Christmas
- Hall, Parnell — A Puzzle in a Pear Tree
- Hammett, Dashiell — The Thin Man
- Langton, Jane — The Shortest Day: Murder at the Revels
- Marsh, Ngaio — Tied Up in Tinsel
- Masse, Stephen V. — A Jolly Good Fellow
- Masse, Stephen V. — The Taste of Snow
- McBain, Ed — And All Through the House
- McBain, Ed — Ghosts
- McBain, Ed — Money, Money, Money
- McBain, Ed — The Pusher
- McBain, Ed — Sadie When She Died
- Moore, Christopher — The Stupidest Angel
- Morrell, David — The Hundred-Year Christmas
- Perry, Anne — The Christmas Stories
- Queen, Ellery — The Finishing Stroke
- Streeter, Edward — Merry Christmas Mr. Baxter
- Van Allsburg, Chris — The Polar Express
- Wiggin, Kate Douglas — The Birds' Christmas Carol

## Vezi și
- Listă de filme de Crăciun